# Fides et Ratio
Fides et Ratio (Вера и разум) — тринадцатая по счёту энциклика Папы римского Иоанна Павла II, опубликованная 14 сентября 1998 года. Энциклика посвящена, как следует из её названия, проблеме соотношения разума и веры на пути познания человеком истины.

## Структура
Энциклика состоит из введения, семи основных частей и заключения.
- Введение
- Откровение Божественной мудрости
- Верую, чтобы понимать
- Понимаю, чтобы верить
- О соотношении между верой и разумом
- Суждения Учительства Церкви в области философии
- Взаимодействие богословия и философии
- Нужды и задачи настоящего времени
- Заключение

## Содержание
В работе над энцикликой папе оказывал помощь Богослов Папского Дома кардинал Жорж Коттье.
Основную идею энциклики о равноправности и определённой взаимодополняемости веры и разума папа выражает во введении энциклики через образ двух крыльев:
Вера и разум — это как бы два крыла, на которых человеческий дух возносится к созерцанию истины, ибо Сам Бог вложил в умы людей стремление к познанию истины, а также к познанию Его Самого, чтобы люди, познавая и любя Его, смогли найти полноту истины о себе самих 
Согласно мысли Иоанна Павла II, когда теологи принижают разум, а философы отвергают возможность откровения — теряют и те и другие. Папа подчёркивает важность «мыслящей веры», призывает теологов и богословов не бояться разума и пишет «Если вера не мыслит, то она ничто». Вера придаёт смысл человеческому существованию, а разум помогает вере возрастать. Согласно Иоанну Павлу II вера без разума может привести к фидеизму и разнообразным суевериям, а разум без веры к релятивизму и нигилизму.
Говоря о необходимости взаимодействия философии и богословия папа приводит помимо имён Отцов Церкви и средневековых богословов множество имён мыслителей XIX—XX веков, как западных (Дж. Ньюмен, А. Розмини-Сербати, Ж. Маритен, Э. Жильсон, Э. Штайн), так и восточных (П. Я. Чаадаев, В. С. Соловьёв, П. А. Флоренский, В. Н. Лосский). Их философские размышления, сказано в энциклике, «обогатились благодаря взаимодействию с истинами веры».